# 江头站
江头站是位于广西三江侗族自治县的一个铁路车站，邮政编码545506。车站建于1979年，有焦柳铁路经过该站，现仅办理货运业务，不办理客运业务。车站距离月山站1401公里，隶属南宁局集团，是四等站。